# Medaille „50 Jahre Streitkräfte der UdSSR“

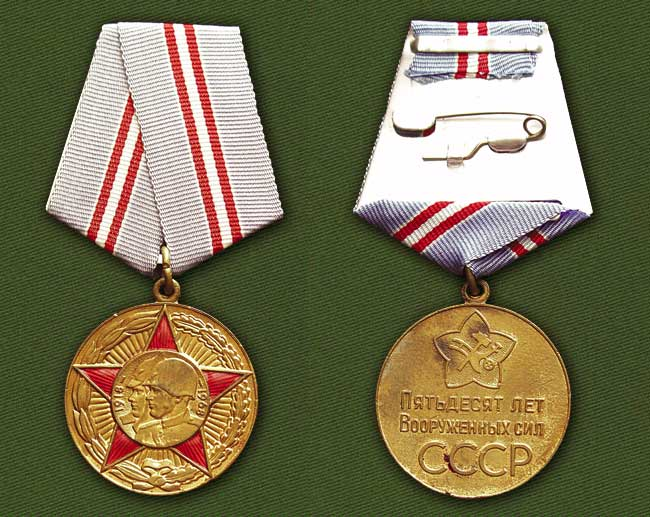
Avers und Revers der Medaille. Die Farbe Blau des Bandes ist verblasst

Die Medaille „50 Jahre Streitkräfte der UdSSR“ (russisch Юбилейная медаль «50 лет Вооружённых Сил СССР») war eine Auszeichnung der Sowjetunion, welche am 29. Dezember 1967 anlässlich des 50. Jahrestages der sowjetischen Streitkräfte in einer Stufe gestiftet wurde. Die Verleihung erfolgte an alle Militärränge der Armee sowie an Militärangehörige im Ruhestand. Gleichfalls erhielten die Medaille auch Angehörige des Ministeriums für Öffentliche Ordnung und Sicherheit der UdSSR sowie Rotgardisten.
Die 37 mm durchmessende vergoldete Medaille aus Messing zeigt auf ihrem Avers einen Roten Sowjetstern in dessen eingelassenen 19 mm durchmessenden Medaillon die Köpfe zweier Rotarmisten zu sehen sind. Der hintere symbolisiert dabei die Anfangszeit und der vordere die von 1968. Links und rechts der beiden Köpfe sind die Jahreszahlen der Roten Armee 1918–1968 zu lesen. Der Rote Stern ruht dabei vor einem Strahlengebilde und ist von sich zwei unten gekreuzten nach oben hin gebogenen Lorbeerzweigen umschlossen. Das Revers der Medaille zeigt einen fünfzackigen Stern mit runden Spitzen, in dem das Symbol eines Hammers sowie eines Pfluges eingelassen sind. Darunter ist die dreizeilige Inschrift: Пятьдесят Лет / Вооруженных сил / CCCP (Fünfzig Jahre Streitkräfte der Union der Sozialistischen Sowjetrepubliken) zu lesen. Getragen wurden die Medaille an der linken Brustseite des Beliehenen an einer pentagonalen blauen Spange, in dessen Mitte ein Weiß-Rot-Weiß-Rot-Weißer Mittelstreifen eingewebt ist. Die Interimspange ist von gleicher Beschaffenheit. Es wurden 9.527.270 Medaillen verliehen.